# Handel i usługi w Koszalinie
W Koszalinie znajduje się wiele obiektów handlowych m.in. 3 centra handlowe, 3 domy handlowe oraz 1 dom towarowy. Istnieje wiele sieci supermarketów i dyskontów. W 2006 roku w mieście było 8 targowisk, z czego 7 z przewagą sprzedaży drobnodetalicznej.
W każdą niedzielę organizowana jest także giełda na placu Podożynkowym. W mieście działają 2 hale typu cash and carry.

## Obiekty wielkopowierzchniowe

### Centra handlowena terenie Koszalina

#### Galeria Emka
Galeria Emka to centrum handlowo-rozrywkowe o powierzchni. 22 tys. m². Budynek posiada 2 kondygnacje i znajduje się w nim blisko 100 lokali handlowych, usługowych, gastronomicznych i rozrywkowych.
Największym sklepem w Emce jest supermarket sieci Stokrotka. Klienci Galeria Emka mają do dyspozycji 550 miejsc parkingowych.

#### Forum Koszalin
Forum Koszalin (w latach 2011–2019 Atrium Koszalin) – centrum handlowe o największej powierzchni całkowitej na Pomorzu Środkowym. W obiekcie znajduje się 120 sklepów oraz 6 sal kinowych (Multikino).
Obiekt posiada: 55 000 m² powierzchni handlowej.
Otwarcie miało miejsce 27 listopada 2008 r. o godz. 9:00 (wcześniej o godz. 7:00 otwarto 1 z marketów).
. W CH Forum znajdują się market ze sprzętem AGD i RTV Media Markt, hipermarket Kaufland, market budowlany Castorama, fitness club Zdrofit, wielosalowe Multikino, a także sklep sportowy Decathlon.

### Domy handlowe i towarowe
- „Jowisz”,
- „Merkury”,
- „Saturn”[6]
- dom towarowy „Morskie”